# Amastigia kirkpatricki
Amastigia kirkpatricki är en mossdjursart som först beskrevs av Levinsen MS, in Harmer 1923.  Amastigia kirkpatricki ingår i släktet Amastigia och familjen Candidae. Inga underarter finns listade i Catalogue of Life.